# Haug
Haug ist ein deutscher Familienname.

## Herkunft und Bedeutung
Der Familienname ist entstanden entweder aus dem Vornamen Hugo oder aus einer anderen Kurzform eines mit mhd. Hug- („Sinn, Geist, Verstand“) zusammengesetzten Vornamens (zum Beispiel Hugbald, Hu(g)bert usw.). Damit gehört Haug zu den so genannten Patronymika. Der erste Träger des Namens wurde also zu Unterscheidungszwecken einfach nach seinem Vater als ‚Sohn des …‘ benannt.
Selten ist eine Ableitung aus mittelhochdeutsch houc ‚Hügel‘ möglich.

## Varianten
Der Name Haug ist vor allem in Deutschland und Österreich verbreitet, ebenso in Norwegen. Andere Formen sind Hauck (Haugk) und Huch, und mit einem Diminutiv-Suffix, Huchel; in Nordfriesland gibt es den Vornamen „Hauke“.
In Südbaden und der deutschsprachigen Schweiz ist eher die nicht diphthongierte Form Hug bekannt; in Schweden kommt der Name unter der Schreibweise Håug vor.

## Namensträger

### A
- Adolf Haug (1887–1961), deutscher Präparator
- Albert Haug (1830–1895), deutscher Mediziner und Kunstsammler
- Alfred Haug (Diplomat) (1873–1929), deutscher Jurist und Diplomat
- Alfred Haug (Wirtschaftswissenschaftler) (Alfred Albert Haug; * 1956), neuseeländischer Wirtschaftswissenschaftler und Hochschullehrer
- Andreas Haug (Designer) (* 1946), deutscher Designer
- Andreas Haug (Musikwissenschaftler) (* 1958), deutscher Musikwissenschaftler
- Anne Haug (Politikerin) (* 1921), norwegische Politikerin
- Anne Haug (Triathletin) (* 1983), deutsche Triathletin
- Anne Haug (Schauspielerin) (* 1984), Schweizer Schauspielerin
- Annette Haug (* 1977), deutsche Klassische Archäologin
- Anton Haug (1890–1945), banatschwäbischer römisch-katholischer Geistlicher und Märtyrer

### B
- Balthasar Haug (1731–1792), deutscher Schriftsteller
- Birger Haug (1908–1981), norwegischer Hochspringer

### C
- Carl Friedrich Haug (Historiker) (1795–1869), deutscher Theologe und Historiker
- Carl Friedrich Haug (Unternehmer) (1838–1908), deutscher Ingenieur und Unternehmer
- Christian Maria Haug (* 1957), deutscher Komponist und Musiker
- Christine Haug (* 1962), deutsche Buchhändlerin und Buchwissenschaftlerin
- Cindy Haug (* 1956), norwegische Lyrikerin

### D
- Doris Haug (Dorothea Haug; 1927–2014), deutsche Tänzerin und Choreografin

### E
- Eberhard Haug-Adrion (* 1947), deutscher Jurist und Autor
- Eduard Haug (Politiker) (1856–1932), deutsch-schweizerischer Lehrer und Politiker (SP)
- Eduard Haug (Publizist) (Eduard Gustav Adolf Haug; 1907–1996), deutscher Lehrer, Philologe und Publizist
- Émile Haug (1861–1927), französischer Geologe
- Ernesto Haug (1818–1888), deutsch-italienischer Militär
- Ernst Haug (1854/1855–1934), deutscher Unternehmer und Buchhändler
- Espen Haug (* 1970), norwegischer Fußballspieler und -trainer
- Eugen Haug (Heimatforscher) (1874–1935), deutscher Lehrer und Heimatforscher
- Eugen Haug (Unternehmer) († 1985), deutscher Unternehmer
- Eugenie Haug (1891–1944), deutsche Politikerin (NSDAP)

### F
- Felix Haug (1952–2004), Schweizer Musiker
- Ferdinand Haug (1837–1925), deutscher Lehrer und Altertumsforscher
- Franz Haug (* 1942), deutscher Politiker (CDU), Oberbürgermeister von Solingen
- Friedrich Haug (Dichter) (Johann Christoph Friedrich Haug; 1761–1829), deutscher Lyriker und Epigrammist
- Friedrich Haug (Jurist) (1908–2004), deutscher Jurist
- Frigga Haug (* 1937), deutsche Soziologin
- Fritz Haug (1889–1948), Schweizer Ingenieur

### G
- Gabriele Haug-Moritz (* 1959), deutsche Historikerin
- Georg Christian Haug (1807–1885), deutscher Beamter
- Gerald H. Haug (* 1968), deutscher Paläoklimatologe
- Gotthard Haug (* 1958), deutscher Manager
- Gotthilf Haug (1875–1951), Schweizer Geistlicher und Ordensgründer
- Gottlieb Haug (1844–1908), deutscher Politiker, MdL Württemberg
- Gottlob Haug (Politiker) (1814–1891), deutscher Politiker, MdL Württemberg
- Gottlob Haug (Ministerialbeamter) (1886–1959), deutscher Ministerialbeamter
- Gottlob Friedrich Haug (1769–1850), deutscher Mechaniker, Uhrmacher und Kartograf
- Gunter Haug (* 1955), deutscher Schriftsteller
- Günther Haug (* 1941), deutscher Maler
- Gustav Haug (1871–1956), Schweizer Komponist und Dirigent

### H
- Hans Haug (Kunsthistoriker) (1890–1965), deutsch-französischer Kunsthistoriker
- Hans Haug (Komponist) (1900–1967), Schweizer Komponist
- Hans Haug (Pastor) († 1980), deutsch-amerikanischer Pastor und Schulgründer
- Hans Haug (Jurist) (1921–1995), Schweizer Jurist und Rotkreuz-Funktionär
- Hans Suter-Haug (1903–1980), Schweizer Bauingenieur und Topograf
- Hans-Jürgen Haug (1946–2010), deutscher Journalist und Dokumentarfilmer
- Hartmut Haug (* 1936), deutscher Physiker
- Heinrich Haug (1900–1981), deutscher Journalist
- Helgard Haug (* 1969), deutsche Theaterregisseurin
- Henrike Haug (* 1974), deutsche Kunsthistorikerin und Hochschullehrerin
- Hermann Haug (1920–2018), deutscher Richter
- Horst Haug (* 1946), deutscher Fußballspieler

### I
- Ian Haug (* 1970), australischer Musiker

### J
- Joachim T. Haug (* 1977), deutscher Biologe und Hochschullehrer
- Jochen Haug (* 1973), deutscher Politiker (AfD)
- Johann Haug (Putschist) (1898–1957), deutscher Chauffeur und politischer Aktivist
- Johann Christoph Friedrich Haug (1761–1829), deutscher Lyriker, siehe Friedrich Haug (Dichter)
- Johann Friedrich Haug (Theologe) (1680–1753), deutscher Theologe und Mystiker
- Johann Friedrich Haug (Instrumentenbauer) (1730–1793), deutscher Instrumentenbauer
- Johann Friedrich Haug (Politiker, 1827) (1827–1900), deutscher Politiker (DP), MdL Württemberg
- Johann Friedrich Haug (Politiker, II), deutscher Politiker und Parteifunktionär (SPD)
- Johann Jacob Haug (Verleger) (1690–1756), deutscher Verleger
- Johann Jakob Haug (Mediziner) (auch Johann Jacob Haug; 1567–1616), deutscher Mediziner und Hochschullehrer
- Jörg Haug (* 1937), deutscher Pädagoge und Hochschullehrer
- Josef Haug (* 1943), deutscher Maler und Heimatforscher
- Josef Anton Haug (1831–1896), deutscher Landwirt und Politiker, MdL Bayern
- Jürgen Haug (Schriftsteller) (1940–2012), deutscher Schriftsteller und Hörspielautor
- Jürgen Haug (Schauspieler) (* 1948), deutscher Schauspieler
- Jutta Haug (* 1951), deutsche Politikerin (SPD)

### K
- Karl Friedrich Haug (1795–1869), deutscher Theologe und Historiker, siehe Carl Friedrich Haug (Historiker)
- Karl Friedrich Haug (Verleger) (1889–1967), deutscher Verleger
- Karl H. Haug, deutscher Jurist und Autor
- Kjell Haug (* 1933), norwegischer Schriftsteller

### L
- Lars Andreas Haug (* 1975), norwegischer Tubist
- Linn Haug (* 1990), norwegische Snowboarderin
- Lorenz Haug (1818–1856), deutscher Gehörlosenpädagoge

### M
- Maria Haug (1850–1931), deutsche Schriftstellerin
- Martin Haug (Orientalist) (1827–1876), deutscher Orientalist
- Martin Haug (Bischof) (1895–1983), deutscher Theologe, Landesbischof in Württemberg
- Mathis Haug (* 1976), deutscher Musiker
- Max Haug (1898–1989), deutscher Politiker, Bürgermeister von Tuttlingen
- Michael Haug, deutscher Dichter
- Michaela Haug (* 1976), deutsche Ethnologin

### N
- Norbert Haug (* 1952), deutscher Journalist und Sportmanager

### O
- Oskar Haug (1888–??), deutscher Verwaltungsbeamter
- Otto Haug (Leichtathlet) (1876–1948), norwegischer Leichtathlet
- Otto Haug (Heimatforscher) (1888–1979), deutscher Lehrer und Heimatforscher

### P
- Paul Haug (Humorist) (* 1938), deutscher Humorist und Autor
- Paul K. Haug (* 1960), Schweizer Musiker, Komponist und Dirigent
- Paul Otto Haug (1913–1961), deutscher Maler
- Peter Haug (* 1963), Schweizer Motorradrennfahrer
- Peter Haug-Lamersdorf (* 1961), deutscher Schauspieler

### R
- Richard Haug (Unternehmer) (1907–um 1987), deutscher Unternehmer
- Richard Haug (1908–1998), deutscher Pfarrer und Autor
- Robert von Haug (1857–1922), deutscher Maler, Grafiker und Hochschullehrer
- Robert Haug (Historiker) (Robert Joseph Haug), US-amerikanischer Historiker, Islamwissenschaftler und Hochschullehrer
- Robin Haug (* 1998), norwegischer Handballspieler
- Roland Haug (1940–2021), deutscher Journalist und Autor
- Rolf Haug (1922–2001), deutscher Maler und Bildhauer
- Rolf Haug (Physiker) (* 1958), deutscher Physiker und Hochschullehrer
- Rudolf Haug (Mediziner) (1860–1909), deutscher Otologe
- Rudolf Haug (Ingenieur, 1933) (* 1933), deutscher Maschinenbauingenieur
- Rudolf Haug (Ingenieur, 1948) (1948–2014), deutscher Ingenieur und Bekleidungstechnologe

### S
- Sebastian Haug (* 1974), deutscher Politiker (CDU)
- Sophie Román Haug (* 1999), norwegische Fußballspielerin
- Steffen Haug (* 1967), deutscher Journalist und Filmemacher

### T
- Thomas Haug (1927–2023), norwegischer Elektroingenieur
- Thorleif Haug (1894–1934), norwegischer Wintersportler
- Tobias Haug (* 1993), deutscher Nordischer Kombinierer
- Tom A. Haug (* 1968), norwegischer Schauspieler
- Toomas Haug (* 1956), estnischer Literaturwissenschaftler und Kritiker

### U
- Ulrich Haug (Astronom) (1929–1992), deutscher Astronom
- Ulrich Haug (Jurist) (* 1951), deutscher Jurist und Hochschullehrer
- Ute Haug (* 1966), deutsche Kunsthistorikerin

### V
- Virgil Haug (um 1490–um 1555), deutscher Musiker
- Volker M. Haug (* 1965), deutscher Jurist

### W
- Walter Haug (1927–2008), Schweizer Mediävist
- Wilhelm Haug (Fabrikant) (1899–nach 1971), deutscher Fabrikant
- Wilhelm Haug (1904–1940), deutscher Politiker, MdL Hessen
- Wolfgang Haug (Fußballspieler) (* 1949), deutscher Fußballspieler
- Wolfgang Haug (* 1955), deutscher Verleger und Publizist
- Wolfgang Fritz Haug (* 1936), deutscher Philosoph

### Y
- Yvonne Haug (* 1966), deutsche Turnerin